# Révolution siamoise de 1932
La révolution siamoise de 1932 ou le coup d'État de 1932 au Siam (thaï : การปฏิวัติสยาม พ.ศ. 2475 ou การเปลี่ยนแปลงการปกครองสยาม พ.ศ. 2475) est un coup d'État survenu en Thaïlande (Siam) le 24 juin 1932.

## Histoire
La révolution de 1932 a été lancée par le Khana Ratsadon (« Parti du Peuple »), le premier parti politique du Siam, et dirigée par un groupe relativement restreint de civils et de militaires dirigé par Pridi Banomyong et Plaek Phibunsongkhram. Le Khana Ratsadon a renversé le gouvernement du roi Prajadhipok du royaume de Rattanakosin en réponse aux problèmes intérieurs ainsi qu'aux courants politiques mondiaux, mettant fin à près de 800 ans de monarchie absolue sous les rois du Siam. La révolution de 1932 a entraîné une transition presque sans effusion de sang du Siam vers un système de gouvernement monarchique constitutionnel, l'introduction de la démocratie et la première constitution de la Thaïlande, la création de l'Assemblée nationale de Thaïlande et la domination du Khana Ratsadon dans la politique thaïlandaise jusque dans les années 1950.
La révolution de 1932 est considérée comme un événement majeur dans l'histoire thaïlandaise du XXe siècle et le début de la rivalité civilo-militaire pour le contrôle du gouvernement thaïlandais qui a provoqué l'instabilité politique dans la Thaïlande moderne.